# 多伦多
多伦多是加拿大安大略省首府，也是加拿大最大的城市，坐落在安大略湖西北岸的南安大略地区。根据2021年的加拿大人口普查，多伦多市人口达2,794,356人，为加拿大最大城市。多伦多市是大多伦多地区的核心地区，也是安大略省南部人口稠密区（称作“金馬蹄地區”）的一部分。都會区有6,202,225名居民，而覆蓋範圍較廣的大多倫多地區則有9,765,188名居民。作為加拿大的经济中心，多伦多是一個世界级城市，也是世界上最大的金融中心之一。多伦多在经济上的领先地位在于金融、商业服务、电信、航太、交通运输、媒体、艺术、电影、电视製作、出版、软件、医药研究、教育、旅游、体育等产业。多伦多证券交易所是世界第七大交易所，总部设于市内，有多数加拿大公司在这里上市。
多伦多的国际性人口体现出它是前往加拿大移民的重要落腳点。而市内49%的人口是在加拿大以外诞生，也造就多伦多成為世上种族最多样化的城市之一。目前多伦多的低犯罪率、洁净的环境、高生活水准、以及对多样文化的包容性，令該市被多个经济学智囊团列为世界上最宜居的城市之一。另一方面，多伦多于2006年被列为加拿大生活成本最高的城市。
1/3的加拿大人居住在距多伦多两小时车程的郊区。加拿大大约1/6的就业机会在该市。多伦多当地的華僑及華裔人口多达四十萬，相當於加拿大全國約百分之一的人口，該城市也是加拿大華人最多的城市。除此之外也有大量世界各地的移民，加拿大安大略省多倫多市的人口統計資料使多倫多成為世界上最多元文化和多種族的城市之一。2016年，該市居民的51.5％屬於明顯的少數族裔，而2011年這一比例為49.1％，和1981年為13.6％。多倫多還建立了多個社區，例如多倫多華埠、意大利大街、小意大利、芝蘭印度街、希臘城、韓國城、小牙買加、小葡萄牙和朗士華（小波蘭），以慶祝該市的多元文化主義的成功。

## 历史

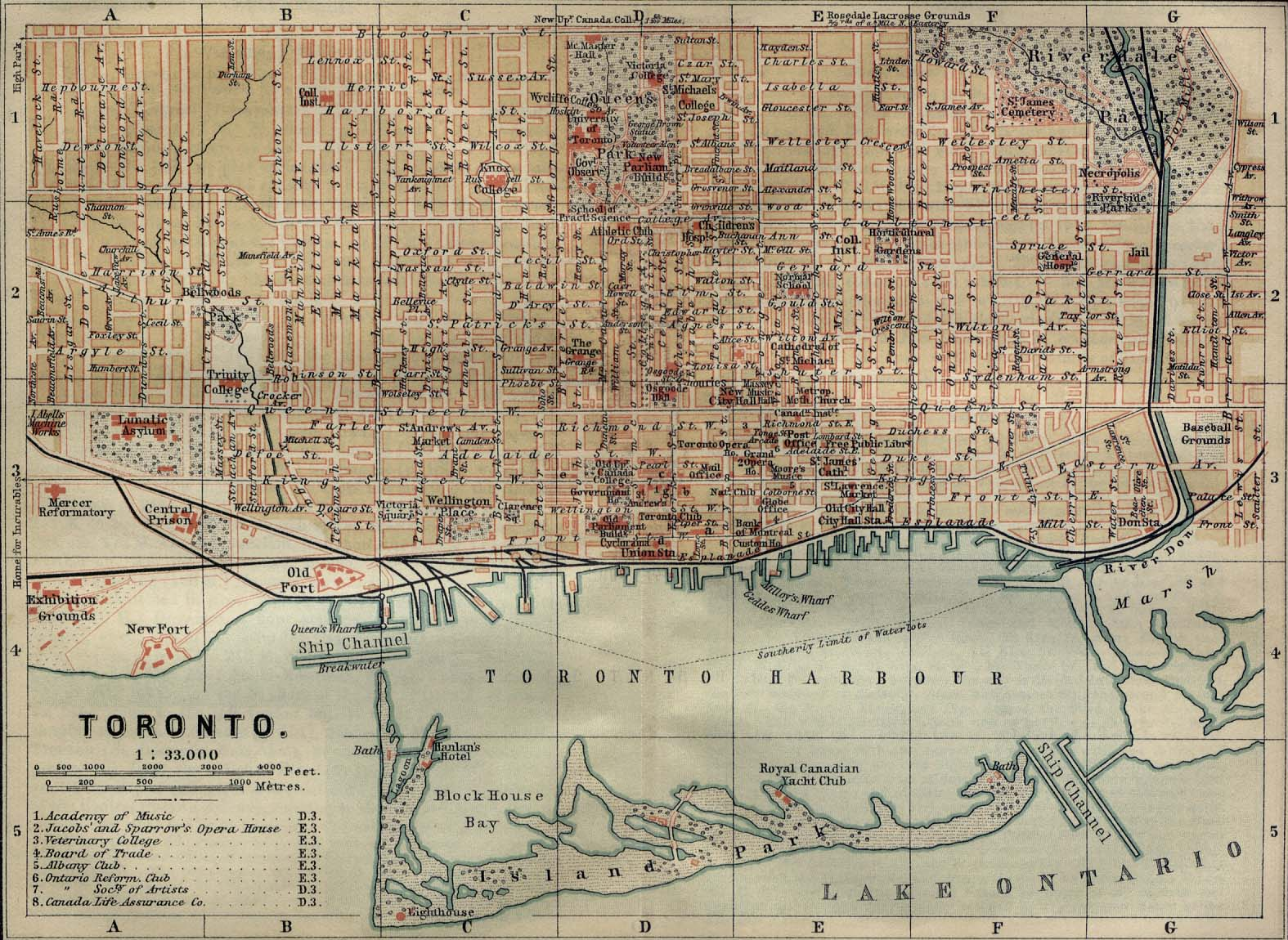
多伦多1894年地图

在欧洲人最初到达现在多伦多的位置时，附近有休伦部落居住。该部落在当时已经替代了从前1500年就在此居住的易洛魁族。“Toronto”可能是由易洛魁语系词汇tkaronto（表示“有生长在水中的大树的地方”）派生而来。这是指現時锡姆科湖的北端，休伦族人种植了树苗來包圍鱼群的地方。从安大略湖到休伦湖的一条水陆联运的路线由此而过，叫做多伦多运输线，将这个名字广为传播。
1750年，法国商人在今日加拿大博覽會（CNE）會場的位置建立了一個要塞（Fort Rouillé），但在1759年将它废弃了。
在美国独立战争期间，忠于帝国的殖民者逃亡到安大略湖北面的未开发地区定居。1787年，英国人同土著密西沙加人商定购买相當於現時多伦多市和約克區的地區，因此在多伦多地区得到了多于25万英亩（约1000平方千米）的土地。
1793年，總督约翰·格雷夫·锡姆科在已有的定居点上建立了约克鎮，以约克和奥尔巴尼公爵弗雷德里克王子命名。为了减低来自美国的军事威胁，锡姆科亦決定把上加拿大的首府從與美國一河之隔的纽华克遷至約克。由沙石沖積而成的長形半島屏蔽了一個天然港口，而當局亦於港口的西端入口處修築了約克堡（Fort York）。鎮民的聚居點則集中於港口的東端。
1812年戰爭期間，美軍於1813年奪得約克鎮，大肆擄掠，並在佔據約克鎮的五天内差不多完全毀掉約克堡和燒毀議會大樓。
約克鎮於1834年3月6日正式成為多倫多市，當時的人口只有九千，包括逃難過來的美國的非洲裔奴隸。
威廉·萊昂·麥肯齊成為多市首位市長，並於1837年的上加拿大起義中帶領人民反抗英國殖民政府，但卻不成功。多倫多在19世紀餘下的時間迅速增長，並成為抵加移民的重要落腳點。愛爾蘭大飢荒令大量愛爾蘭人在1846年至1849年間湧入多倫多，而愛爾蘭人更於1851年成為市内最大的族裔。
加拿大聯合省的首府曾兩度置於多倫多：第一次是介乎1849年至1852年，蒙特婁市發生騷亂後遷都至此；第二次是介乎1856年至1858年。其後政府遷都至魁北克城，直至1866年（加拿大聯邦正式成立前一年）才遷都至現時首都渥太華。安大略省於1867年成立，並定都多倫多。

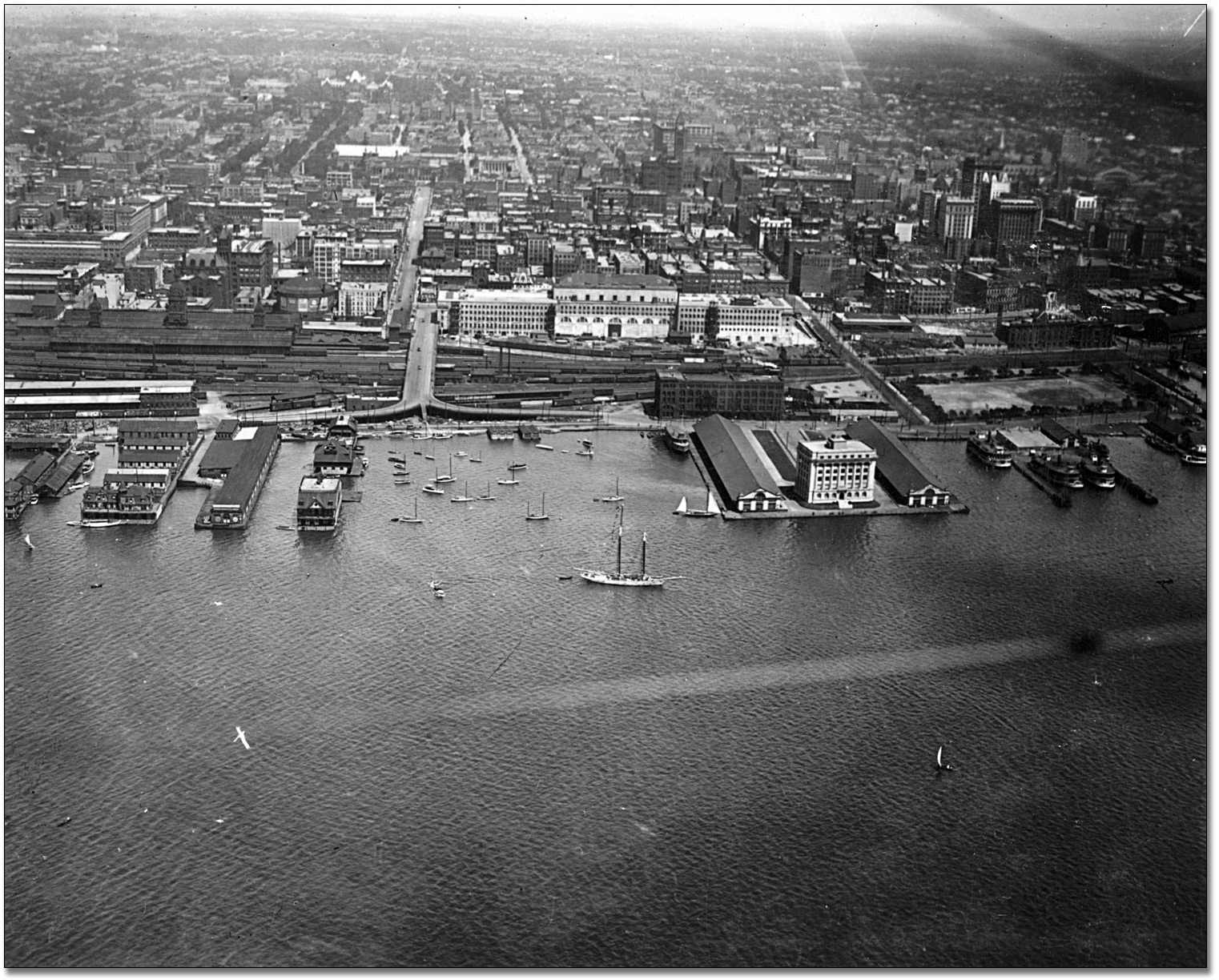
多倫多港口一景（1919年）

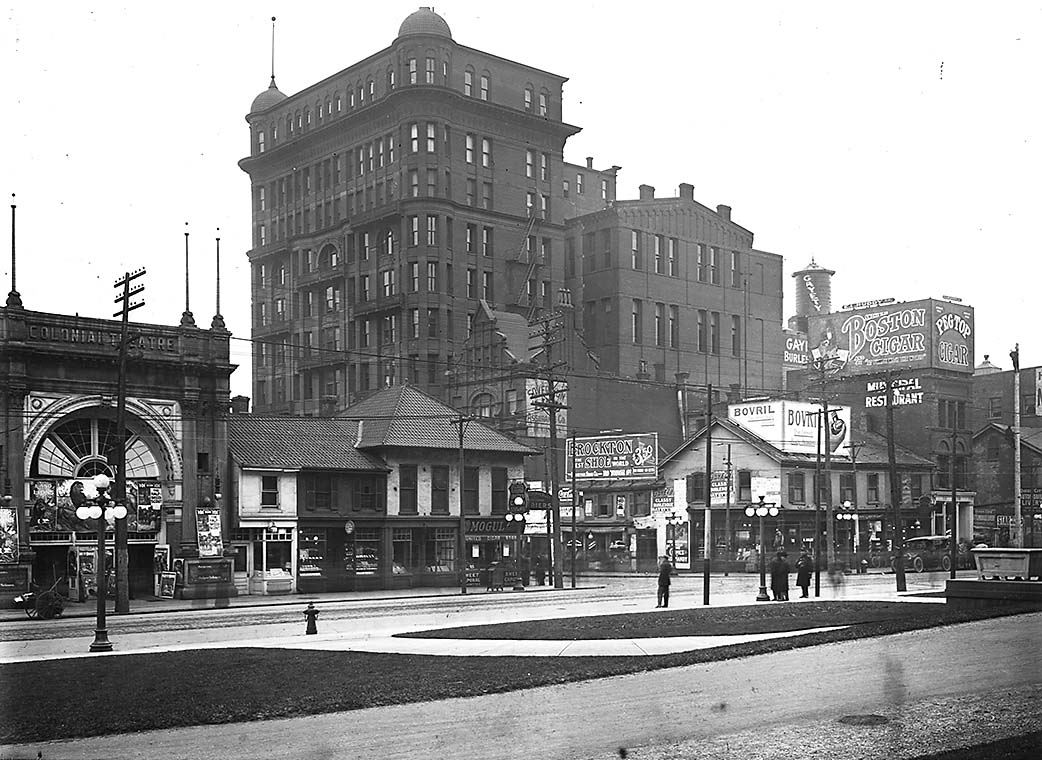
從舊市政廳望向皇后街（1920年）

多倫多的污水系統於19世紀成形，街道電力照明亦投入服務。長途鐵路綫相繼落成，而數家鐵路公司亦合資於市中心興建第一座聯合車站。鐵路為多倫多帶來另一股移民潮，亦令多倫多成為通向北美洲内陸的重要門戶。市政府於1891年把市内公共交通的經營權批予多倫多鐵路公司，而馬車路綫亦於同年被路面電車取代。市内公共交通系統於1921年交予公營的多倫多公車局營運。
1904年的多倫多大火摧毀了市中心大部份地段，損失逾一千萬加元，但多倫多很快便重建起來，當局並因此通過更嚴厲的防火條例和為消防隊伍增聘人手。半個世紀後，多倫多於1954年受颶風黑素爾蹂躪，造成81人死亡，1900多個家庭無家可歸，損失逾二千五百萬加元。
從19世紀末至20世紀初湧入多倫多的移民主要是德國人、意大利人和來自東歐的猶太人。華人、俄羅斯人、波蘭人和其他東歐國家的移民後來相繼抵達。縱使人口增長迅速，直至1920年代，多倫多的人口和經濟影響力還是不及歷史較悠久的蒙特婁，但多倫多證券交易所卻於1934年成為全國最大的交易所。
二戰後，來自東歐的難民，以及華人、意大利人和葡萄牙人陸續抵達。加拿大政府於1960年代末取消含有種族歧視成份的移民法後，更多移民從世界各個角落抵達多倫多。多倫多的人口於1951年越過一百萬大關，更於1971年增至二百萬人。而很多全國和跨國企業於1980年代有見於魁北克政局不穩，紛紛把總部從蒙特婁遷至多倫多和加拿大西部其他城市，也造就多倫多於1980年代取代蒙特婁成為全國最大城市和金融中心。
另一方面，二戰後的移民潮令多倫多的市郊衛星城鎮迅速增長，而為了更有效管理和協調土地和其他資源的分配，多倫多市和十二個周邊城鎮於1954年脫離約克縣，並組成大多倫多市（Municipality of Metropolitan Toronto），相當於安大略省行政區劃的區（Regional Municipality）或縣（County），為省以下的一級區劃。大多市政府負責管理涉及多個城鎮的事務，包括公路維修、食水供應、污水處理和公共交通等。大多市内的城鎮區劃於1967年進行整固後下分為五個市（City）以及一個市區（Borough）：
- 舊多倫多市
- 東約克
- 怡陶碧谷
- 士嘉堡
- 北約克
- 約克

1998年1月1日，六個行政區合併為新的多倫多市，大多市相應取消，從此以後多倫多市成為直屬省的一個市。

## 地理

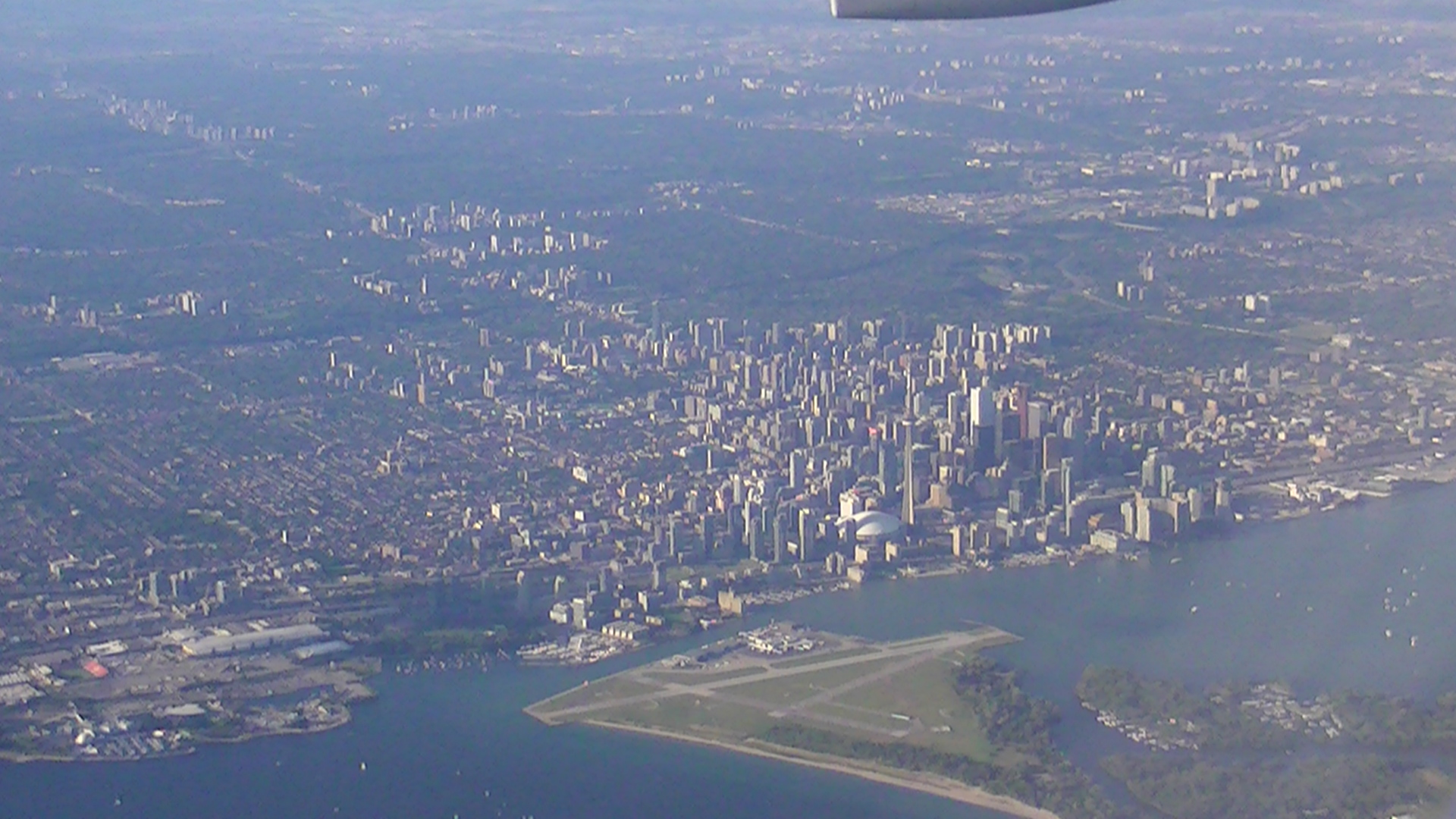
多倫多高空景觀

多倫多市的面積約630平方公里（243平方英里），位處安大略湖的西北岸，約有46公里（29英里）長的湖岸綫。多倫多市西臨密西沙加市，北鄰旺市和萬錦市，東接皮克靈市。多倫多市屬於安大略省的一級行政區，地位與縣（county）或自治區（regional municipality）相同，並與皮爾區、荷頓區、約克區和杜林區組成全加拿大最大的都會區——大多倫多地區（Greater Toronto Area，簡稱GTA）。

### 氣候
由于多伦多地处加拿大的南部，属于溫帶大陸性濕潤氣候，夏天湿润，冬天寒冷。城市四季分明，每天的气温变化明显，尤其是在寒冷的季节。在城市化和邻近安大略湖的影響下，多伦多的日夜温差相对较小。密集的市区使得其夜间温度较高，冬天也没有周边的地区（尤其是城市北边）那么冷。不过，受安大略湖的影响，在多数春天和初夏的下午和傍晚可以明显的感受到凉意。
多伦多的冬天有时会突然降温至攝氏零下10度或以下，寒风之下常常感觉还要冷一些。暴风雪有时会夹杂着冰雨，令市民的通勤和旅遊行程受阻，而在11月到4月中旬期间随时都有可能下一场大雪。然而，冬季間中亦會出現攝氏5到12度的温和气温，偶然亦會錄得更高的气温，令积雪融化。夏天的多伦多是典型的湿润气候，温度普遍介乎攝氏23到31度，白天的温度偶尔会超过35度，伴随较高的湿度在炎热的天气下会让人感觉闷热。春天和秋天是过渡季节，温暖或凉爽的气温伴随着干燥和潮湿周期变换。
多伦多的降雨量全年分布相对均匀，但夏天常常是最潮湿的季节，暴雨带来大量的降水。有时也会很干燥，但持續乾旱的天气很少见。年平均降水是834mm, 年平均降雪大约133cm。多伦多的平均日照时间是2038小时。白天时间占44%。12月是27%，6月是59%。
| 多倫多Annex區 (1971-2000) | 多倫多Annex區 (1971-2000) | 多倫多Annex區 (1971-2000) | 多倫多Annex區 (1971-2000) | 多倫多Annex區 (1971-2000) | 多倫多Annex區 (1971-2000) | 多倫多Annex區 (1971-2000) | 多倫多Annex區 (1971-2000) | 多倫多Annex區 (1971-2000) | 多倫多Annex區 (1971-2000) | 多倫多Annex區 (1971-2000) | 多倫多Annex區 (1971-2000) | 多倫多Annex區 (1971-2000) | 多倫多Annex區 (1971-2000) |
| 月份                      | 1月                       | 2月                       | 3月                       | 4月                       | 5月                       | 6月                       | 7月                       | 8月                       | 9月                       | 10月                      | 11月                      | 12月                      | 全年                      |
| ------------------------- | ------------------------- | ------------------------- | ------------------------- | ------------------------- | ------------------------- | ------------------------- | ------------------------- | ------------------------- | ------------------------- | ------------------------- | ------------------------- | ------------------------- | ------------------------- |
| 平均高温 °C（°F）         | −1.1 (30.0)               | −0.2 (31.6)               | 4.6 (40.3)                | 11.3 (52.3)               | 18.5 (65.3)               | 23.5 (74.3)               | 26.4 (79.5)               | 25.3 (77.5)               | 20.7 (69.3)               | 13.8 (56.8)               | 7.4 (45.3)                | 1.8 (35.2)                | 12.7 (54.9)               |
| 平均低温 °C（°F）         | −7.3 (18.9)               | −6.3 (20.7)               | −2 (28)                   | 3.8 (38.8)                | 9.9 (49.8)                | 14.8 (58.6)               | 17.9 (64.2)               | 17.3 (63.1)               | 13.2 (55.8)               | 7.3 (45.1)                | 2.2 (36.0)                | −3.7 (25.3)               | 5.6 (42.1)                |
| 平均降水量 mm（）         | 61.2 (2.41)               | 50.5 (1.99)               | 66.1 (2.60)               | 69.6 (2.74)               | 73.3 (2.89)               | 71.5 (2.81)               | 67.5 (2.66)               | 79.6 (3.13)               | 83.4 (3.28)               | 64.7 (2.55)               | 75.7 (2.98)               | 71 (2.8)                  | 834 (32.8)                |
| 平均降雨量 mm（）         | 29.1 (1.15)               | 26.2 (1.03)               | 42 (1.7)                  | 63.2 (2.49)               | 73.3 (2.89)               | 71.5 (2.81)               | 67.5 (2.66)               | 79.6 (3.13)               | 83.4 (3.28)               | 64.7 (2.55)               | 67.3 (2.65)               | 41.9 (1.65)               | 709.8 (27.94)             |
| 平均降雪量 cm（）         | 38.2 (15.0)               | 26.6 (10.5)               | 22 (8.7)                  | 6 (2.4)                   | 0 (0)                     | 0 (0)                     | 0 (0)                     | 0 (0)                     | 0 (0)                     | 0.1 (0.0)                 | 8.1 (3.2)                 | 32.2 (12.7)               | 133.1 (52.4)              |
| 月均日照時數              | 88.3                      | 110.3                     | 156.3                     | 185.4                     | 229.1                     | 256.2                     | 276.2                     | 241.3                     | 188                       | 148.4                     | 83.6                      | 74.7                      | 2,037.6                   |
| 来源：Environment Canada  |                           |                           |                           |                           |                           |                           |                           |                           |                           |                           |                           |                           |                           |

## 经济

多倫多天际线

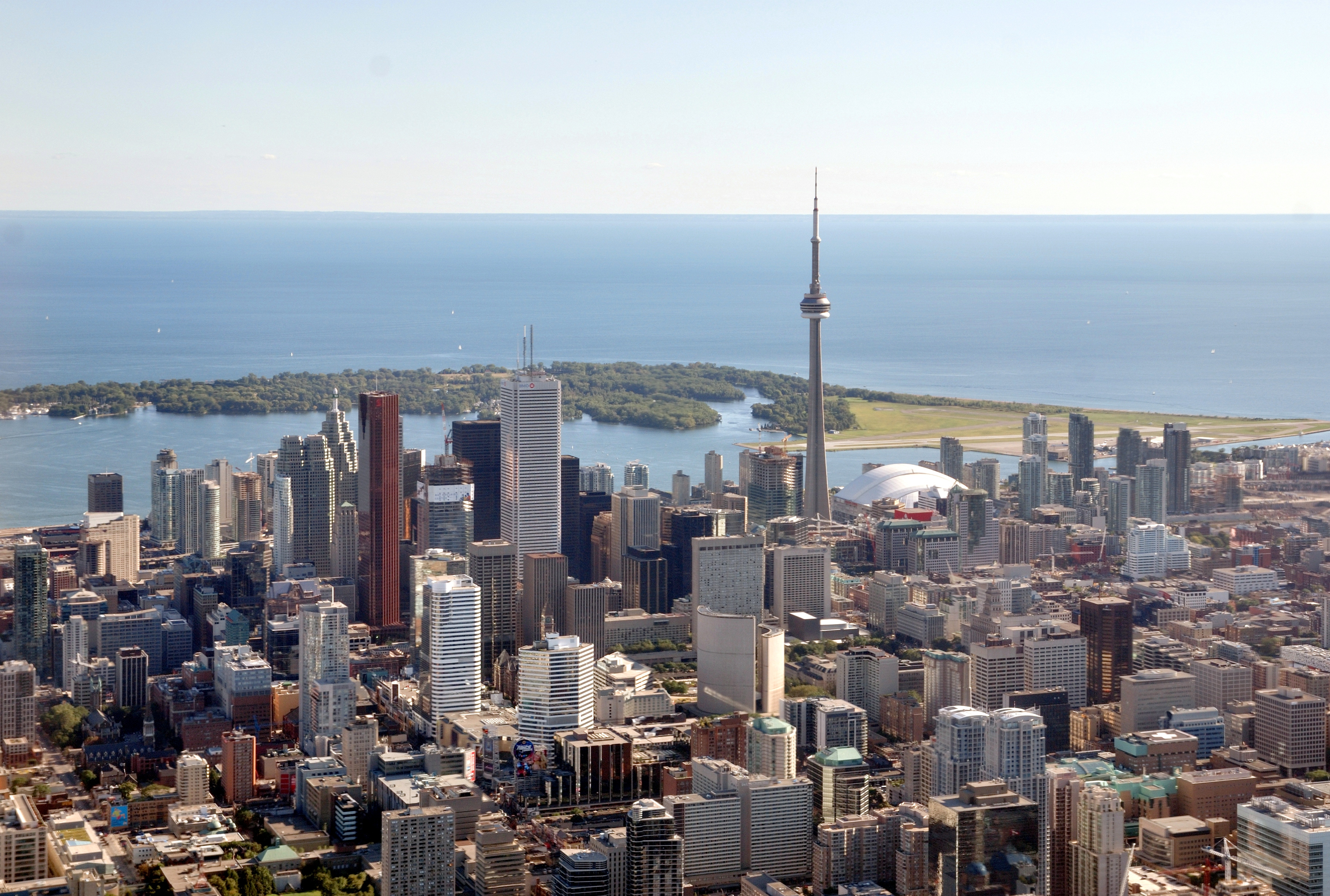
多倫多市中心及金融區

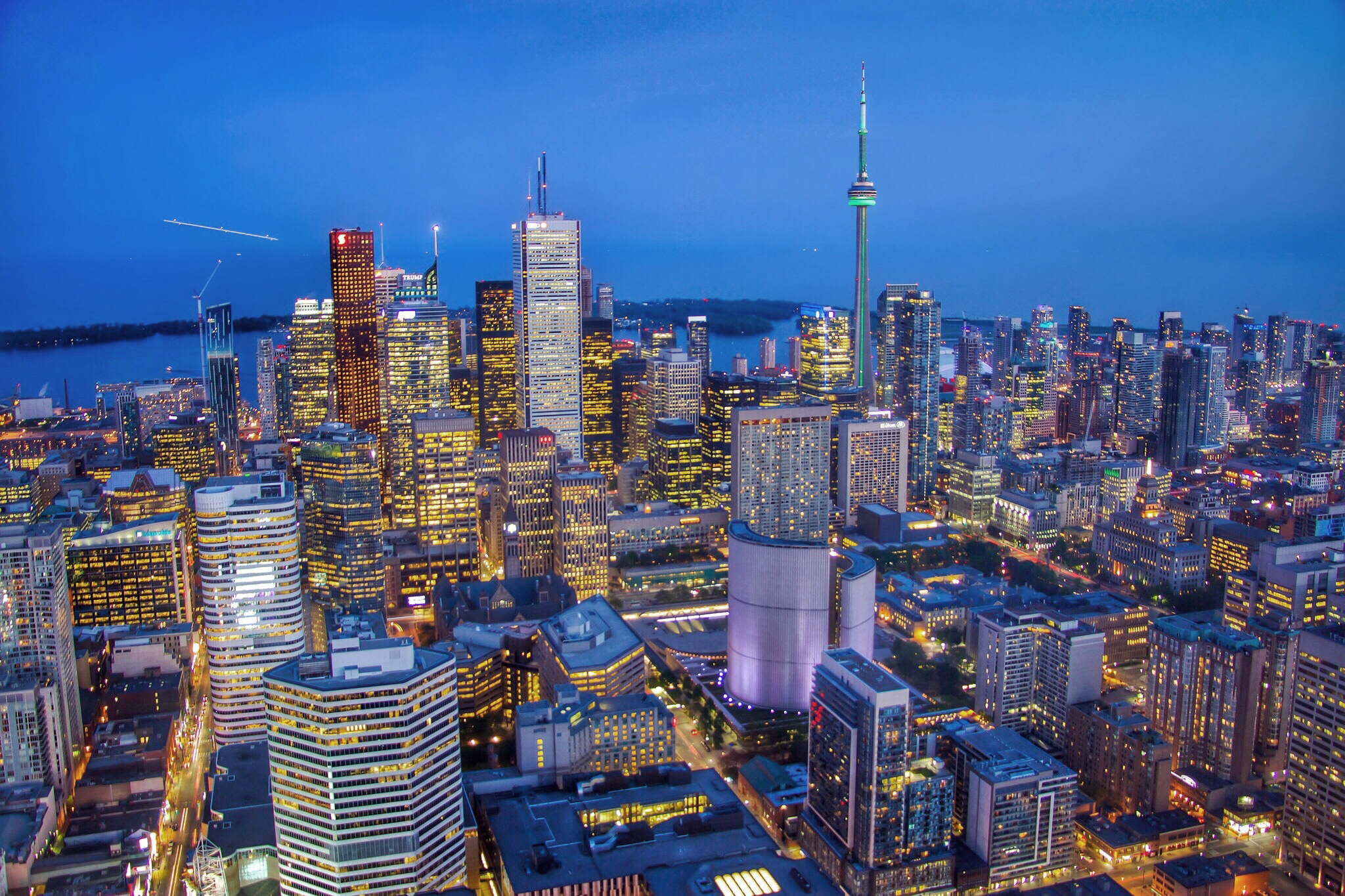
多倫多金融區夜景

多伦多是加拿大的金融中心。多伦多证券交易所（Toronto Stock Exchange - TSX）是加拿大最大的证券交易所，而加拿大五大銀行的總部皆位於多倫多。
此外，多倫多也是多家傳媒、通訊、零售和酒店公司的總部所在，當中包括羅渣士通訊集團、宏利金融、哈德遜灣公司和四季酒店。
根据加拿大統計署的调查，多伦多都會區的GDP約为4422億加元，人均GDP為62873加元。作为全球金融中心之一，加拿大的金融机构集中於多倫多。银行和证券公司在貝街上集中，构成了多伦多的金融區。除了拥有市值位居世界第7位的多伦多证券交易所之外，加拿大五大银行的总部都设在多伦多。根据全球金融中心指数2017年3月的调查，多倫多是世界第10位的金融中心，在加拿大的城市中排名第一。
作为大众媒体、出版、电信、信息工程、电影制作行业的重要据点，多倫多是湯森路透公司、CTV電視網、罗杰斯通信、康力斯娱乐、天弘科技等公司的總部。除此之外，多倫多有代表性的加拿大企业有四季酒店、费尔蒙酒店、哈德逊湾公司(HBC)、宏利金融。
虽然制造业大多以市外为据点，但多伦多在批发和流通产业中仍然是重要的据点。连接魁北克和温莎的道路和铁路路线网在沿途的汽车产业、钢铁、食品、机械、化学、造纸业的生产中起着重要的要素，1959年建成的圣劳伦斯河路使在五大湖和大西洋上乘船航行成為可能。

## 人口
多倫多是世界上最多元文化的城市之一。
2004年，聯合國發展計畫（UNDP）在其最高比率外地出生人口的城市名單中將多倫多排在第二位，僅次於美國的邁阿密。其排名都比其他多元文化城市或國家（如洛杉磯、溫哥華、紐约和新加坡等）要高。其中主要外來人口來源地包括中國大陸、香港、印度、日本、台灣、韓國、菲律賓等。
多倫多充滿著多元文化的特色。2001年，加拿大人口普查顯示42.8%的多倫多人口是有色人種。
大多數的多倫多白人報稱他們的族裔背景為英格蘭、蘇格蘭或愛爾蘭。

## 交通

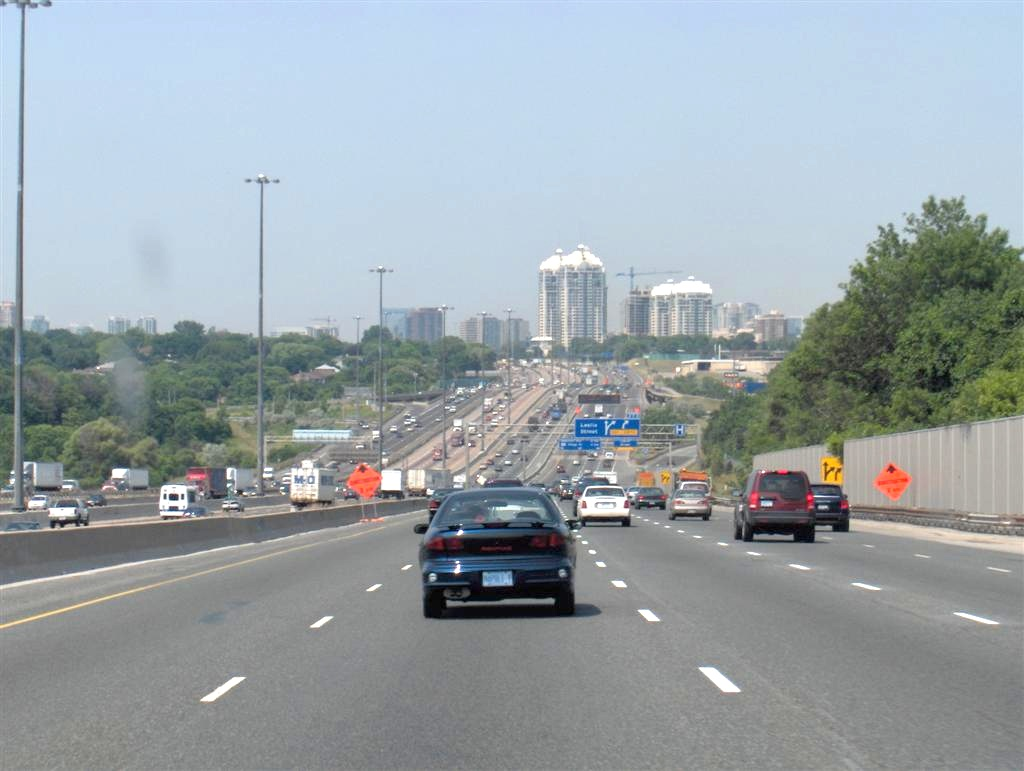
當河谷園林公路以西的一段401號省道，共有14條行車線

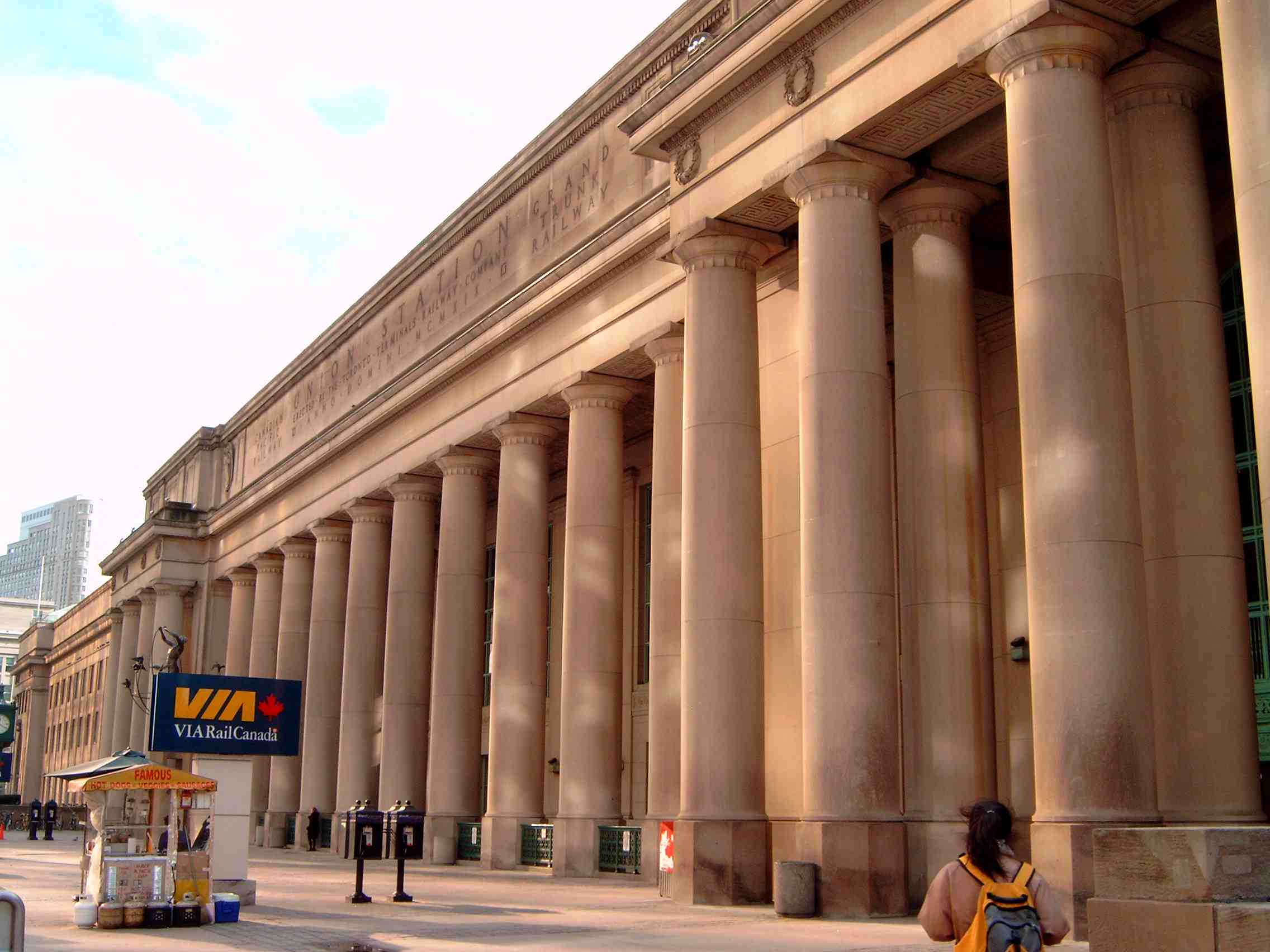
市中心聯合車站是多倫多的公交網絡樞鈕

### 機場
多倫多皮爾遜國際機場（ICAO代碼：CYYZ，IATA代碼：YYZ）坐落多倫多市和密西沙加市之間，是全國最繁忙的機場。此外，坐落於多倫多群島的比利·畢曉普多倫多市機場（又稱多倫多市中心機場）也提供有限度的民航服務。

### 高速公路
安大略省有數條省級高速公路貫穿多倫多市，包括：400號省道、401號省道、404號省道、409號省道、427號省道和伊利沙伯皇后道。當中401號省道是全國最繁忙的高速公路，也是全世界最繁忙的高速公路之一。
此外，多市政府亦自行興建了數條市級高速公路，包括：當河谷園林公路、嘉甸拿高速公路和艾倫道。嘉甸拿公路在多市西端與伊利沙伯皇后道連接，通往密西沙加、咸美頓和尼亞加拉瀑布等地；當河谷園林公路則在多市北端與404號省道連接，通往萬錦和紐馬克特。

### 高速铁路
安大略高速鐵路计划十年后将安大略省伦敦和安大略省多伦多的车程控制在一个半小时内（兩地相距約191公里，車程約為2小時），目前项目暂停状态。

### 公共交通
多倫多公車局在多市範圍内提供公共交通服務，是北美洲繼紐約市和墨西哥城後第三大市營公共運輸系統。運輸局旗下的多倫多地鐵系統是整個網絡的骨幹，共有三條地鐵綫和三條建設中的輕軌與輕鐵線，2010年第一季平均工作日乘客量為每天948,100人次。此外，運輸局還負責營運市内的公車和路面電車系統。
另一方面，安省政府也為大多倫多地區提供通勤鐵路和公車服務。由省政府營運的GO運輸系統共有七條通勤鐵路線和多條接駁公車路線。

## 文化娱乐

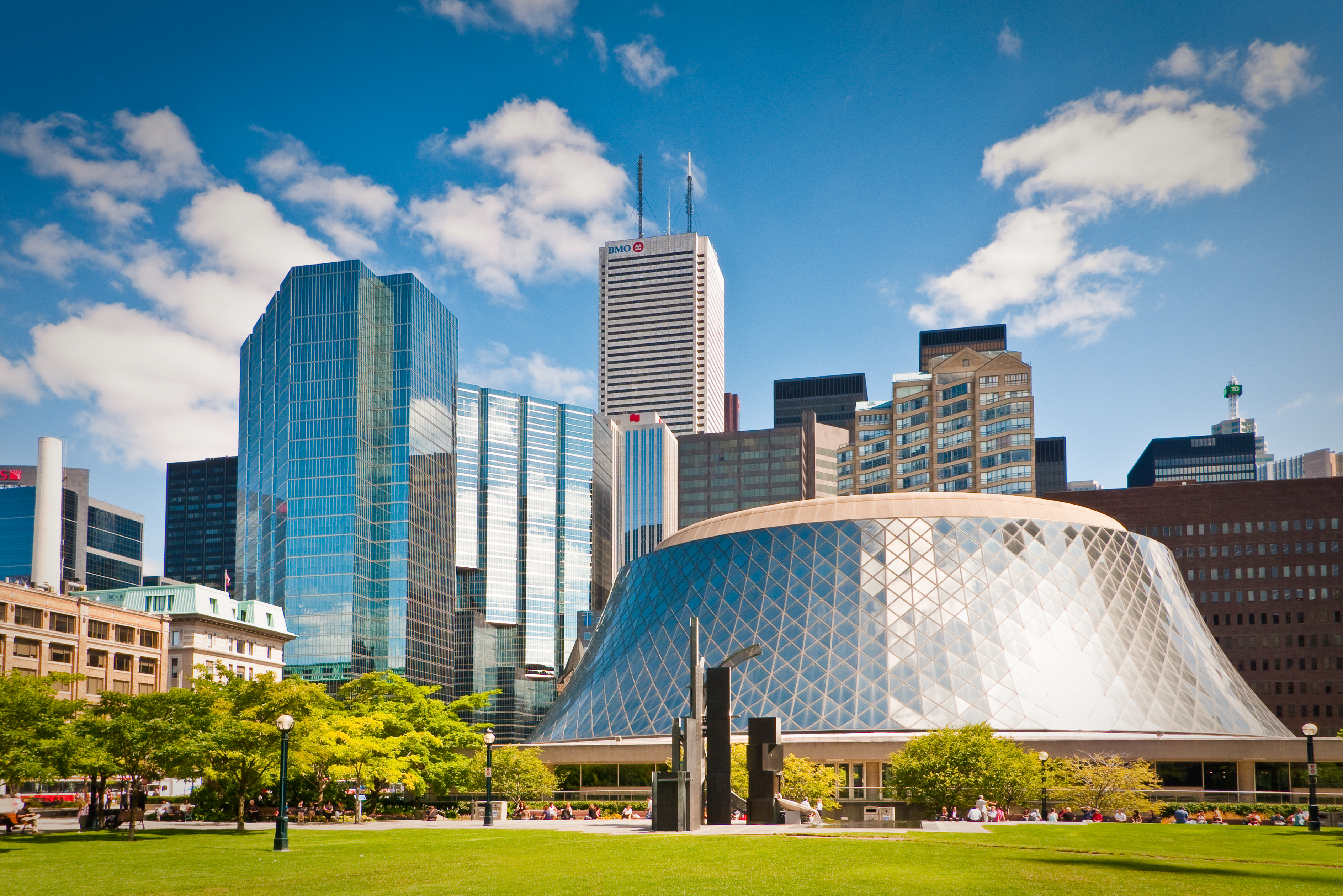
羅伊湯姆森音樂廳

多伦多是多元文化的聚集中心，有很多剧场和表演艺术中心，除了50多个芭蕾舞和舞蹈团体之外，还有6个歌剧团体和2个交响乐团。加拿大国立芭蕾舞团、加拿大歌剧公司、多伦多交响乐团等是代表。作为公演会场的主要剧场有四季中心、威尔士王妃剧院、皇家亞歷珊卓劇院、梅西大厅、多伦多表演艺术中心、埃尔金剧场、温有塔加登剧场、蜂鸟中心等。安大略广场有世界上第一个常设IMAX剧场Cinesphere，此外还有成为室外型大规模演唱会会场的莫尔森安菲剧场。每年夏天在海柏公园有被称为“Dream in High Park”的当地人气活动，在公园内的圆形剧场里由Canstage上演莎士比亚剧。沿着和西姆科街交叉口的人行道上，有嵌入了星星的加拿大名人堂，是为了纪念取得巨大成就的加拿大人而制作的，与好莱坞星光大道相比有所不同。

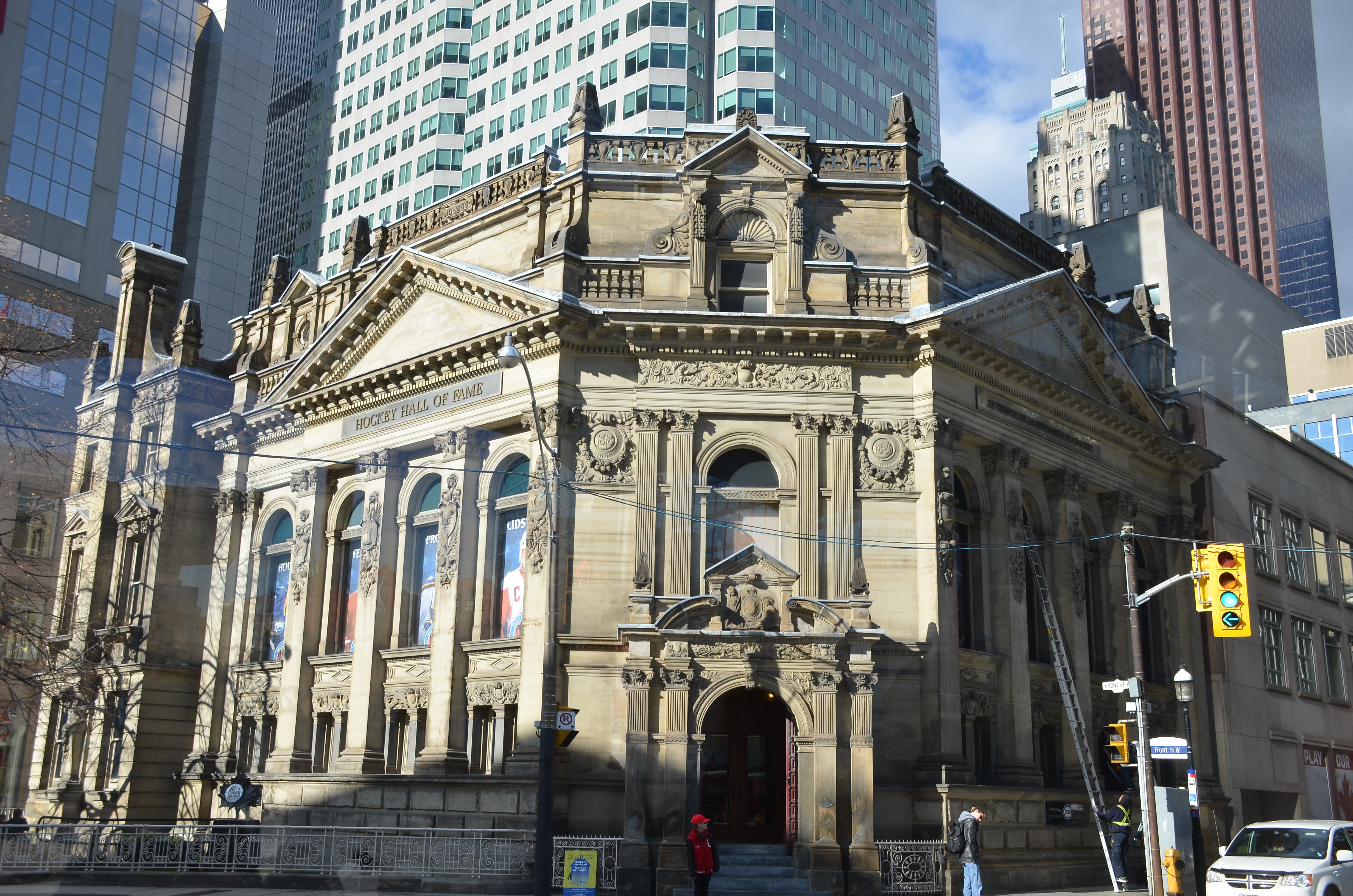
冰球名人堂

釀酒廠區的步行街，除了精品店、美术馆、餐厅、艺术家的工作室之外，还有小酿酒厂和舞台艺术剧场青年中心。
每年舉行的文化節目包括6月的LGBT驕傲遊行活動多倫多驕傲月，夏季的加勒比節，而世界五大影展之一的多倫多國際電影節則在9月舉行。

### 图书馆
- 多伦多公立图书馆是加拿大最大，世界第一繁忙的公共图书馆系统，香港公共图书馆為第二。分馆遍布多伦多各居民区。图书可外借，图书证免费。部分图书馆提供免费无线上网服务（需要在办理图书卡之后方可使用）。图书馆更有将部分图书、杂志及音乐上网，供市民免费借阅。
- 多伦多参考书图书馆（Toronto Reference Library）是多伦多市最大的公立图书馆，书籍只供馆内阅读，不外借。是多伦多公立图书馆的一部分。

### 公园及康樂
多伦多市内绿化环境良好，公园遍布市内，为市民提供免费的休闲散步体操场所。遍布全市的社区中心提供多种休闲娱乐活动。

## 旅游

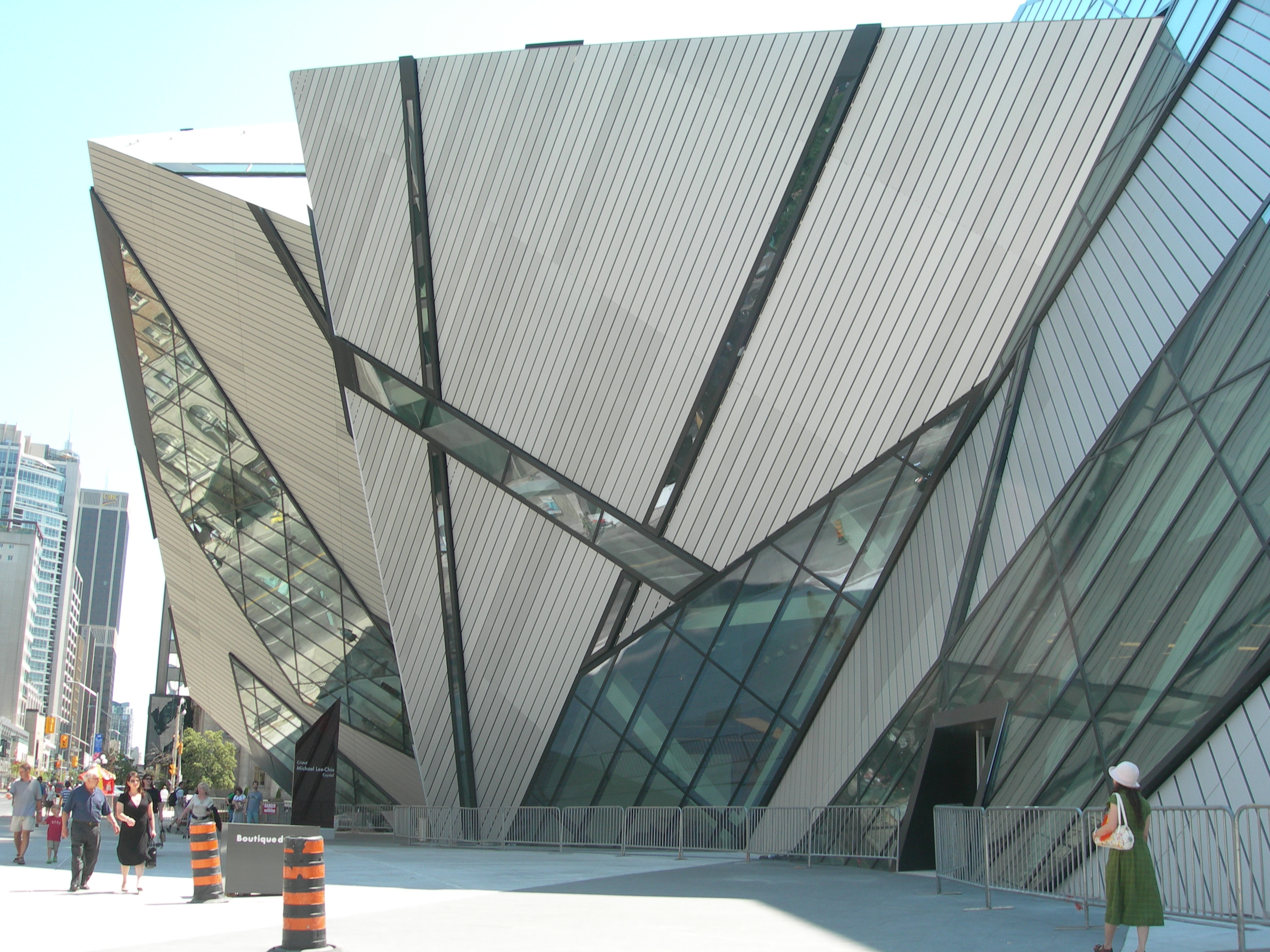
位于市中心的皇家安大略博物馆（Royal Ontario Museum）

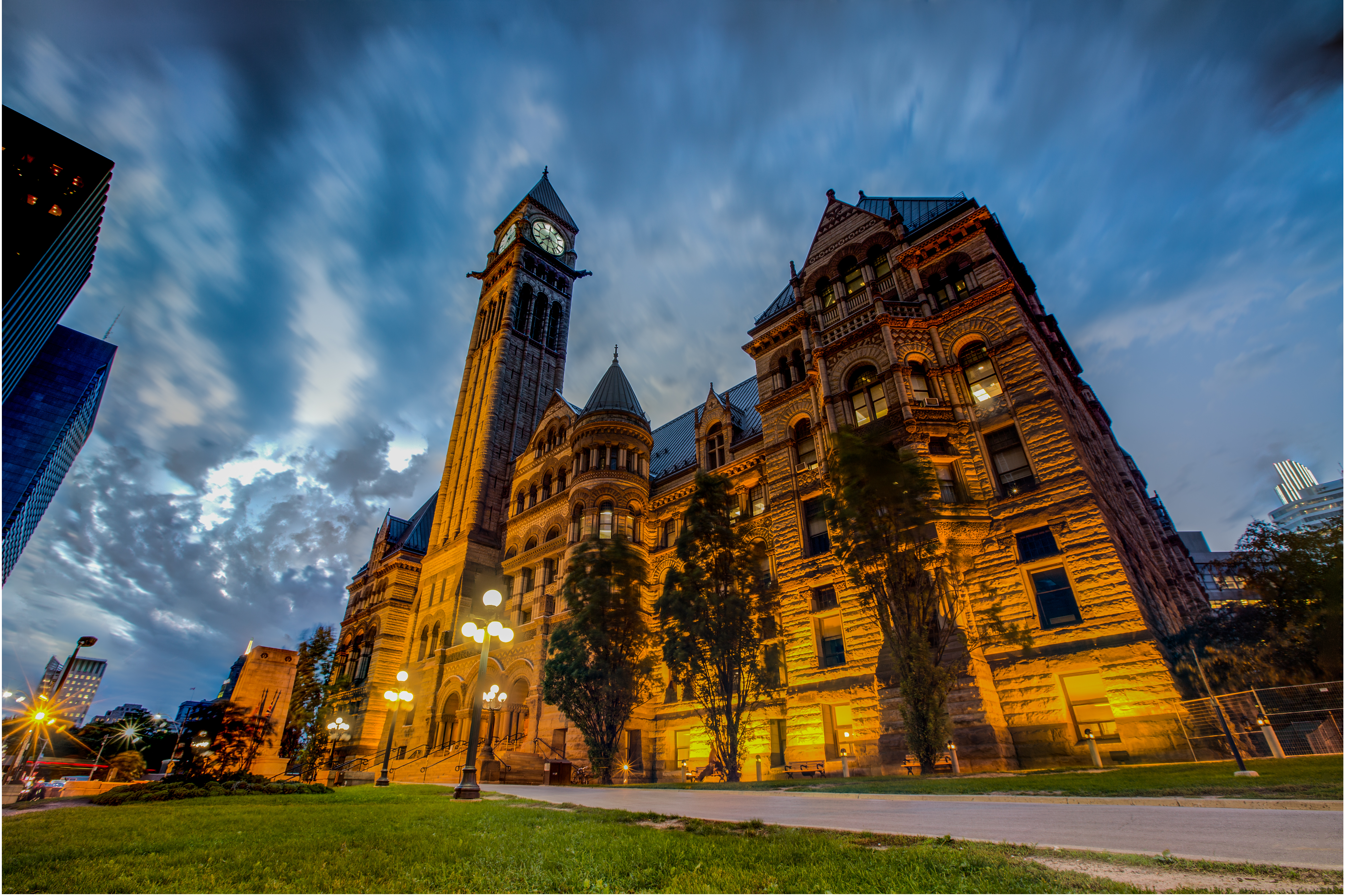
多倫多舊市政廳

- 多伦多群岛：568英亩的公园，由湖边乘渡轮可到。
- 安省遊樂宮（Ontario Place）
- CN電視塔（CN Tower）：加拿大CN電視塔，同时作观光用途。塔高553米，是世界上最高的自立式建筑结构。
- 羅渣士中心（Rogers Centre）：前稱天虹體育場（SkyDome），世界上第一个拥有可开启屋顶的体育场。
- 國家展覽中心（Exhibition Place）
- 彌敦菲臘廣場（Nathan Phillips Square）
- 央-登打士广场（Yonge-Dundas Square）
- 皇家安大略博物馆
- 安大略美术馆（Art Gallery of Ontario）
- 冰球名人堂（Hockey Hall of Fame）
- 多伦多动物园（Toronto Zoo）
- 卡萨罗马城堡（Casa Loma）
- 豐業銀行體育館（Scotiabank Arena）：前稱加拿大航空中心（Air Canada Centre）
- 多伦多滨水区（Toronto waterfront）
- 多伦多远郊各地
  - 尼亚加拉瀑布（Niagara Falls）
  - 滨湖尼亚加拉（Niagara-on-the-Lake）：萧伯纳剧院所在地。
  - 圣雅各布（St. Jacob）
  - 咸美頓（Hamilton）：皇家植物园（Royal Botanical Gardens）所在地。
  - 埃文河上的斯特拉特福（Stratford on Avon）：莎士比亚剧院所在地
  - 千岛群岛（Thousand Islands）
  - 三千岛区（Three Thousand Islands）
  - 科灵伍德（Collingwood）
  - 阿岗昆省立公园（Algonquin Provincial Park）
  - 马斯科卡（Muskoka）： 白求恩纪念馆所在地。

## 教育
- 多倫多市內的大學：
  - 多倫多大學（University of Toronto，简称）：共有三座校園，分別位於市中心（聖佐治校園）、密西沙加（位於市外）和士嘉堡（多倫多大學士嘉堡分校）
  - 約克大學（York University，简称）：共有三座校園，主校區為基爾校園，法語校區為格蘭登校園和位於市外的萬錦校園
  - 多倫多都會大學 ( Toronto Metropolitan University 简称 TMU )（前稱「懷雅遜大學」［］）
  - 安大略艺术设计大学（OCAD University）
  - 安省法文大學（Université de l'Ontario français）
- 多倫多市內的學院：
  - 喬治布朗學院（英语：George Brown College）
  - 辛力加學院（英语：Seneca College）
  - 百年理工學院
  - 漢博學院

多倫多市內的公立中小學以主要授課語言和宗教背景分為四個類別，並由數間不同機構營運：
- 多倫多公校教育局（Toronto District School Board，簡稱）：負責營運市內的英語公立中小學，當中包括451間小學和102間中學
- 多倫多天主教教育局（Toronto Catholic District School Board，簡稱）：負責營運市內的英語天主教公立中小學
- 維亞蒙德教育局（Conseil scolaire Viamonde）：負責營運市內的法語公立中小學
- 中南部天主教教育局（Conseil scolaire de district catholique Centre-Sud）：負責營運市內的法語天主教公立中小學。此外，市內還有數間私立中小學。

## 医疗
多伦多居民享受免费公立医疗，包括内科、外科、妇产科、儿科、眼科、耳鼻喉科等全科免费公立医疗。著名的医院包括：
- 多伦多全科医院（Toronto General Hospital）
- 聖米高醫院（St. Michael's Hospital）
- 多伦多病童医院（Toronto Hospital for Sick Children）
- 多倫多復康科醫院（Toronto Rehabilitation Institute）
- 多倫多慈恩醫院（Toronto Grace Health Centre）
- 西乃山醫院（Mount Sinai Hospital）
- 新寧健康科學中心（Sunnybrook Health Science Center）
- 北约克全科医院（North York General Hospital）
- 士嘉堡全科医院（Scarborough General Hospital）

## 傳媒

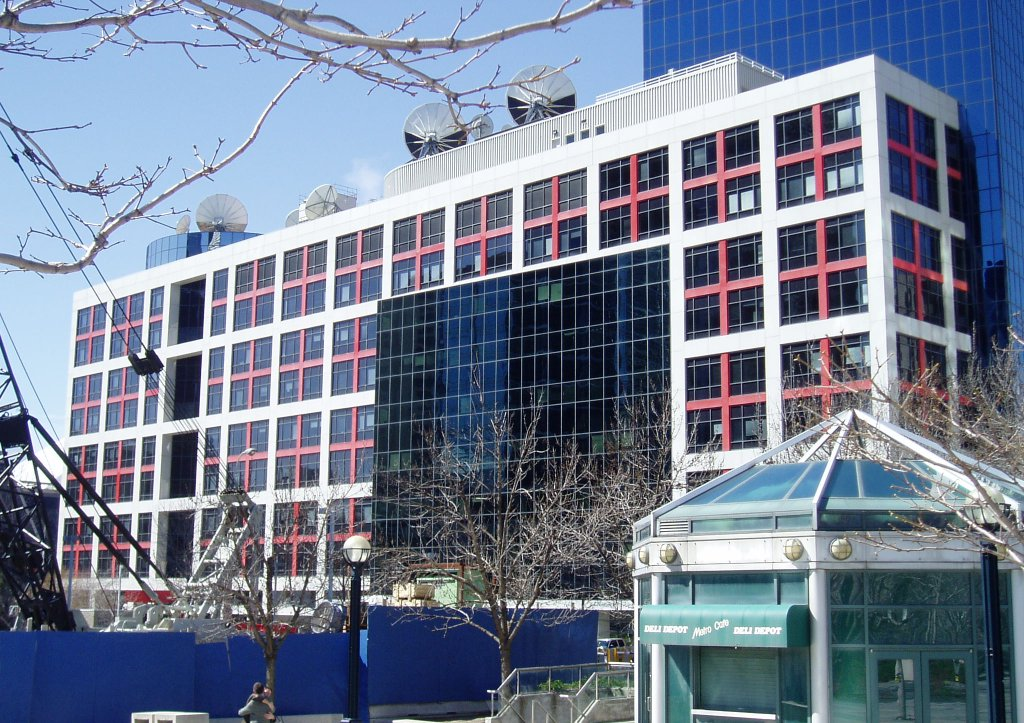
加拿大CBC電視的總部－加拿大廣播中心

多倫多是全國最大的傳媒市場，亦是北美繼紐約市、洛杉磯和芝加哥後的第四大媒體中心。《多倫多星報》和《多倫多太陽報》是市内的主要報章，而全國性報章《環球郵報》和《國民郵報》的總部亦設於多市内。CBC電視、CTV電視網、環球電視和Citytv、CP24均在多倫多設有分台；而多市亦是加拿大廣播公司電視和CTV電視網的總部所在。
在多元文化媒體方面，《星島日報》、《明報》和《世界日報》均有發行加東版，而其它於市内發行的中文報章包括總部位於萬錦的《現代日報》。多元文化電視台（OMNI Television）以粵語、國語和意大利語製作新聞報道，而新時代傳媒集團旗下的兩條有綫電視頻道（以粵語為主的新時代電視和以國語為主的城市電視）均可在大多地區內接收。加拿大中文電台的多倫多分台在AM1430播放，部份節目亦於FM88.9播出；而AM1540 CHIN電台在下午時段則以「A1中文電台」的名義進行粵語廣播。中文網絡媒體的有約克論壇（Yorkbbs）和廣播線（Ears Online）。

## 体育
多倫多擁有知名的多倫多藍鳥棒球隊（Blue Jays），曾两次奪得美國職棒大聯盟世界大赛冠軍，其主場是可開合上蓋的罗渣士中心球场（Rogers Centre）。
多倫多亦擁有NBA多倫多猛龍隊（Toronto Raptors；或譯「暴龍隊」、「猛龍隊」、「速龍隊」或「恐鳥隊」）和北美國家冰球聯盟（NHL）六大創會球會之一的多倫多楓葉隊（Toronto Maple Leafs）。1999年落成的加航中心，2019年起更名為加拿大豐業銀行體育館（Scotiabank Arena）是暴龍隊及楓葉隊的主場所在地。多倫多FC於2007年加盟美國職業足球大聯盟（MLS），是第一支加盟MLS的加拿大球隊，其主場位於BMO球場。

## 友好城市
- 中国 重庆
- 美国 芝加哥
- 德国 法兰克福
- 義大利 米兰
- 巴西 圣保罗
- 越南 胡志明市
- 乌克兰 基辅
- 基多
- 日本 相模原
- 波蘭 华沙
- 荷蘭 阿姆斯特丹
- 墨西哥 墨西哥城

## 经济贸易文化交流合作
- 中国 成都
- 中国 深圳